# Rede interbancária
Uma rede interbancária é uma rede de computadores que liga caixas eletrônicos de diferentes bancos e permite que estes possam interagir com clientes de outros bancos.
Embora as redes interbancárias possam fornecer recursos para todos os cartões de dentro da mesma rede, para usar caixas eletrônicos de outros bancos que pertencem à mesma rede, os serviços podem variar. Por exemplo, quando uma pessoa usa seu cartão de débito em um caixa eletrônico que não pertence ao seu banco, serviços básicos, tais como consulta de saldos e saques, são geralmente disponíveis. No entanto, serviços específicos, tais como recarga de telefones celulares, podem não estar disponíveis para clientes de outros bancos. Além disso, os bancos podem cobrar uma taxa, quando o cliente usa esse serviço, a partir de um caixa eletrônico de um banco diferente.
Redes interbancárias são úteis porque as pessoas podem acessar caixas eletrônicos de outros bancos que são membros da rede quando não um há caixa eletrônico do seu próprio banco nas proximidades. Isto é especialmente conveniente para as pessoas que viajam ao exterior, onde, as redes interbancárias internacionais, tais como Plus ou Cirrus, muitas vezes estão disponíveis.
Redes interbancárias, através de seus diferentes meios, também permitem o uso dos cartões em diversos estabelecimentos, na função crédito ou débito.

## No Brasil
No Brasil, a maior rede interbancária é o Banco 24 Horas. Há também disponível as redes internacionais Cirrus e Plus.

## No mundo

### Argentina
Na Argentina, há duas principais redes interbancárias, uma delas é a Red Link, que atende principalmente bancos públicos e estatais, e a rede Banelco, que atende bancos privados. Ambas redes tem serviços de saque, transferência eletrônica, pagamentos, home banking, recarga de celulares e bilhetes para transporte público, entre outros serviços.

### Chile
No Chile, o único provedor deste serviço é a Redbanc.

### Espanha
Na Espanha, há três principais redes interbancárias:
- Servired, utilizada pelos bancos: BBVA, Deutsche Bank, CatalunyaCaixa, Banco Sabadell e Bankia.
- Telebanco 4B, utilizada pelos bancos: Santander, Banesto, Openbank, Banco Popular e Banco Pastor.
- EURO 6000, utilizada pelos bancos: Caja España, Caja Duero, CaixaBank, Ibercaja e Unicaja.